# Vasconcellea carvalhoae
Vasconcellea carvalhoae es una especie de planta vascular de la familia Caricaceae. Diferenciada de otras especies del mismo género por sus frutos ovoides elongados y la ausencia de pubescencia.

## Descripción
Se trata de un árbol dioico de hasta 4 metros de altura. Posee tronco de color marrón claro, cubierto con cicatrices de hojas; estípulas ausentes. Produce látex de color blanco. Hojas membranosas, alternadas, pobladas en el tope del árbol, palmadas. Peciolo de hasta 60 cm de largo. 5 lóbulos glabros y brillantes por encima, de color claro por debajo; lóbulos anchos elípticos u ovados.
Inflorescencia femenina axilar cimosa con algunas brácteas de 1mm de longitud. Flores femeninas pentámeras. Sépalos triangulares libres de color verde. Pétalos de color verde amarillento por fuera, verde por dentro. Sépalos y pétalos alternados. Ovario súpero de 5 lóculos; 5 estigmas.
Fruto es una baya ovoide, de color amarillo, con la base redondeada a emarginada, ápice agudo. Semillas marrón claro, elipsoidales, esclerotesta con protuberancias cónicas, cada semilla rodeada por un arilo; semillas agrupadas en grupos de 5 y rodeadas por una pulpa amarillenta.

## Distribución y hábitat
La especie está presente en Pomacochas en la región de Amazonas, Perú. Habita en áreas montañosas a una elevación de 2236 m s. n. m. No se cultiva.

## Taxonomía
Vasconcellea carvalhoae fue descrita por Daniel Tineo y Danilo Calderón y publicada en la revista científica PLOS ONE en 2020.

### Etimología
Esta planta está nombrada en honor a Fernanda A. Carvalho por sus contribuciones valiosas en el entendimiento de las Caricáceas en la era bioinformática.